# Antarctothoa pellucida
Antarctothoa pellucida is een mosdiertjessoort uit de familie van de Hippothoidae. De wetenschappelijke naam van de soort is voor het eerst geldig gepubliceerd in 1879 door MacGillivray.